# Parer's War
Parer's War es un drama australiano estrenado el 27 de abril del 2014 por medio de la cadena ABC1.
La película está basada en la historia real de Damien Parer durante la guerra de Parer durante la segunda Guerra Mundial  y cómo él batalla con sus propios demonios, como su trabajo le hace merecedor del primer premio Oscar para un Australiano y cómo todo esto casi le cuesta el amor de Marie Cotter, la mujer que ama.

## Historia
Se centra en Damien Parer, un camarógrafo de la Segunda Guerra Mundial que arriesga su vida en la línea del frente de Nueva Guinea para filmar a las tropas australianas y cuya película "Kokoda Front Line!" ganó el primer premio de la Academia para Australia.

## Personajes

### Personajes Principales
| Actor             | Personaje          | Ocupación                            |
| ----------------- | ------------------ | ------------------------------------ |
| Matthew Le Nevez  | Damien Parer       | Director de Fotografía               |
| Alexander England | Chester Wilmot     | Corresponsal                         |
| Luke Ford         | Ronnie Williams    | -                                    |
| Toby Wallace      | Ron "Judy" Garland | Teniente                             |
| Khan Chittenden   | Fred "Doc" Street  | Capitán                              |
| Nicholas Bell     | Bob Hawes          | Jefe del Departamento de Información |
| Ian Meadows       | Terry Banks        | Editor                               |
| Rob Carlton       | Ken G. Hall        | Director de Cine                     |
| Adelaide Clemens  | Marie Cotter-Parer | -                                    |

### Personajes Secundarios
| Actor               | Personaje          | Ocupación        |
| ------------------- | ------------------ | ---------------- |
| Nathaniel Dean      | George Warfe       | Mayor            |
| T.J. Power          | Johnny Lewin       | Teniente         |
| James Hoare'        | Jock Erskine       | Teniente         |
| Lindsay Farris      | Max Dupain         | Fotógrafo        |
| Joshua Brennan      | Scotty McMillian   | Cabo             |
| Kevin MacIsaac      | Norm Winning       | Mayor            |
| Toby Wallace        | Ron "Judy" Garland | Teniente         |
| Marco Chiappi       | Sydney Rowell      | Teniente General |
| Christopher Sommers | Bill McLean        | Doctor           |
| Alan David Lee      | English            | Padre            |
| Sam White           | -                  | Soldado          |
| James Hoare         | Jock Erskine       | Teniente         |
| Liam Burke          | Hughie Egan        | Teniente         |
| AJ Garrett          | George Weller      | -                |
| Adrian Pudlyk       | George Silk        | -                |
| Todd Levi           | Prentice           | Coronel          |
| Jordan Bartley      | Buckley            | Cabo             |
| David Breen         | Ken Slessor        | -                |
| Rosie Keogh         | Diana              | -                |
| Celeste Cotton      | -                  | Mesera           |

## Producción
"Parer’s War" es producido por Andrew Wiseman de "Pericles Films", escritor por Alison Niselle y dirigido por Alister Grierson.
El rodaje de la película duró 5 semanas en la Costa de Oro, Ipswich y en Mt Tamborine.
La película para la televisión fue estrenada el sábado 27 de abril de 2014 a las 8:30 por la cadena ABC1.